# آنتونی پارتیپیلو

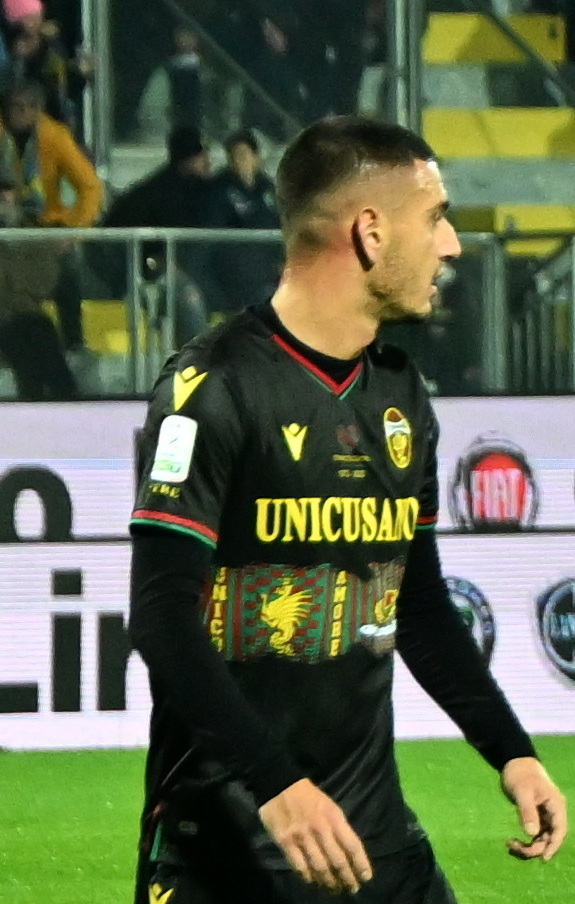
آنتونی پارتیپیلو - ۲۰۲۲

آنتونی پارتیپیلو (انگلیسی: Anthony Partipilo؛ زادهٔ ۲۷ اکتبر ۱۹۹۴) بازیکن فوتبال است.